# 武金
武金（1521年—？），字礪甫，號節菴，直隸真定府井陘縣人，明朝政治人物。

## 生平
嘉靖三十一年（1552年）壬子科順天府鄉試第六十九名舉人。嘉靖三十二年（1553年）聯捷癸丑科會試第一百六十四名，三甲第二百七十九名進士。大理寺观政，授山东长清知县，改河南新蔡县，升礼部主事，历任吏部稽勋司署员外郎事主事，任四十四年乙丑科会试同考官，掌礼二房。历考功司、文选司郎中，隆慶二年（1568年）三月升太常寺少卿提督四夷館，三年正月升右僉都御史、提督撫治鄖陽。

## 家族
曾祖武文，知縣；祖父武相；父武邦衛，母畢氏。弟武鉉（生员）、武錬、武鎬（生员）、武鎣。